# Mireia Vidal-Conte
Mireia Vidal-Conte es poeta, traductora y crítica literaria. Es licenciada en Ciencias de la Información (UAB) y en Teoria de la Literatura h Literatura Comparada (UB). Colabora, eventualmente, en las publicaciones: Revista Caràcters, Llavor cultural, Núvol, El Punt Avui, Time Out  i Diari Ara
Como poeta, ha sido incluida en las antologías: Mig segle de poesia catalana, de Vicenç Altaió i Josep M. Sala-Valladura, El poder del cuerpo, de Meri Torras; Erato, bajo la piel del deseo, de Pura Salceda, Trentaquattro poeti catalani per il XXI secolo (Raffaelli Editore).
Eduard Iniesta , el Cor Sarabanda y la poeta Mireia Calafell han musicado algunos de sus poemas. 
Ha recitado en Barcelona, resto de Cataluña, Islas Baleares, Madrid, Praga, La Habana, L'Alguer. Creadora de la antología-espectáculo Com elles, una antologia de poesia del s. XX (editada en 2017, Lleonard Muntaner ). 
 Editora, prologuista y curadora de la obra final del poeta Màrius Sampere: La esfera insomne  , Démens, Alien i la terra promesa, Descodificacions, Nadie y la luz.
Sus poemas han sido traducidos al checo, italiano, inglés, rumano y castellano. 

## Obra poética
- Gestual, Lleida, Pagès, 2005.
- Pragari, Barcelona, Columna, 2005.
- Anomena'm nom, Lleida, Pagès, 2007.
- Margarides de fons, Valls, Cossetània, 2008.
- Orlando natural, Barcelona, LaBreu, 2010.
- 5 cm (la cicatriu), Girona, CCG, 2013.
- Veces, Barcelona, Terrícola, 2015.
- Ouse, Barcelona, La Breu, 2016.  (enlace roto disponible en Internet Archive; véase el historial, la primera versión y la última).
- Com elles Antología de poetas del S. XX, Palma, Lleonard Muntaner ed., 2017.
- Severa Rosa, ed. Lleonard Muntaner, 2020.
- Bèsties 13, Màrius Sampere. ed. Poncianes, 2015.

## Traducciones
- De Brigitte Oleschinski, Corrent d'esperits, Lleida, Pagès, 2008.  (enlace roto disponible en Internet Archive; véase el historial, la primera versión y la última).
- De Eugénia de Vasconcellos La Casa de la compassió, Girona, Curbet, 2012  (enlace roto disponible en Internet Archive; véase el historial, la primera versión y la última).
- Poemas diversos para la antología Como Ellas (Anne Carson, Teresa Rita Lopes, Ana Cristina César, Sophia de Mello Breyner Andresen).
- Matar l'àngel. Virginia Woolf. ed. Angle. 2019.

## Artículos y prólogos
- Artículo sobre la poeta Louise Glück .
- Artículo sobre Poesía escénica "Com elles"
- "El olvido de ser mujer" Time Out Barcelona  (Página 13)
- Animal de contorn, sobre Miquel de Palol, Revista londinense ASYMPTOTE
- Sobre la poeta Sophia de Mello Breyner Andresen, Papers de Versàlia

## Premios literarios
- "Premi Serra d'Or 2017 de poesía".
- "Premi Ciutat de Tarragona-Ramon Comas i Maduell", 2007, por Margarides de fons
- "Premi Maria Mercè Marçal", 2007, por Anomena'm nom[7]
- "Premi Miquel de Palol", 2005, por Pragari.[8]
- "Premi Recvll Benet Ribas", 2005, por Gestual